# 81式短距離地対空誘導弾

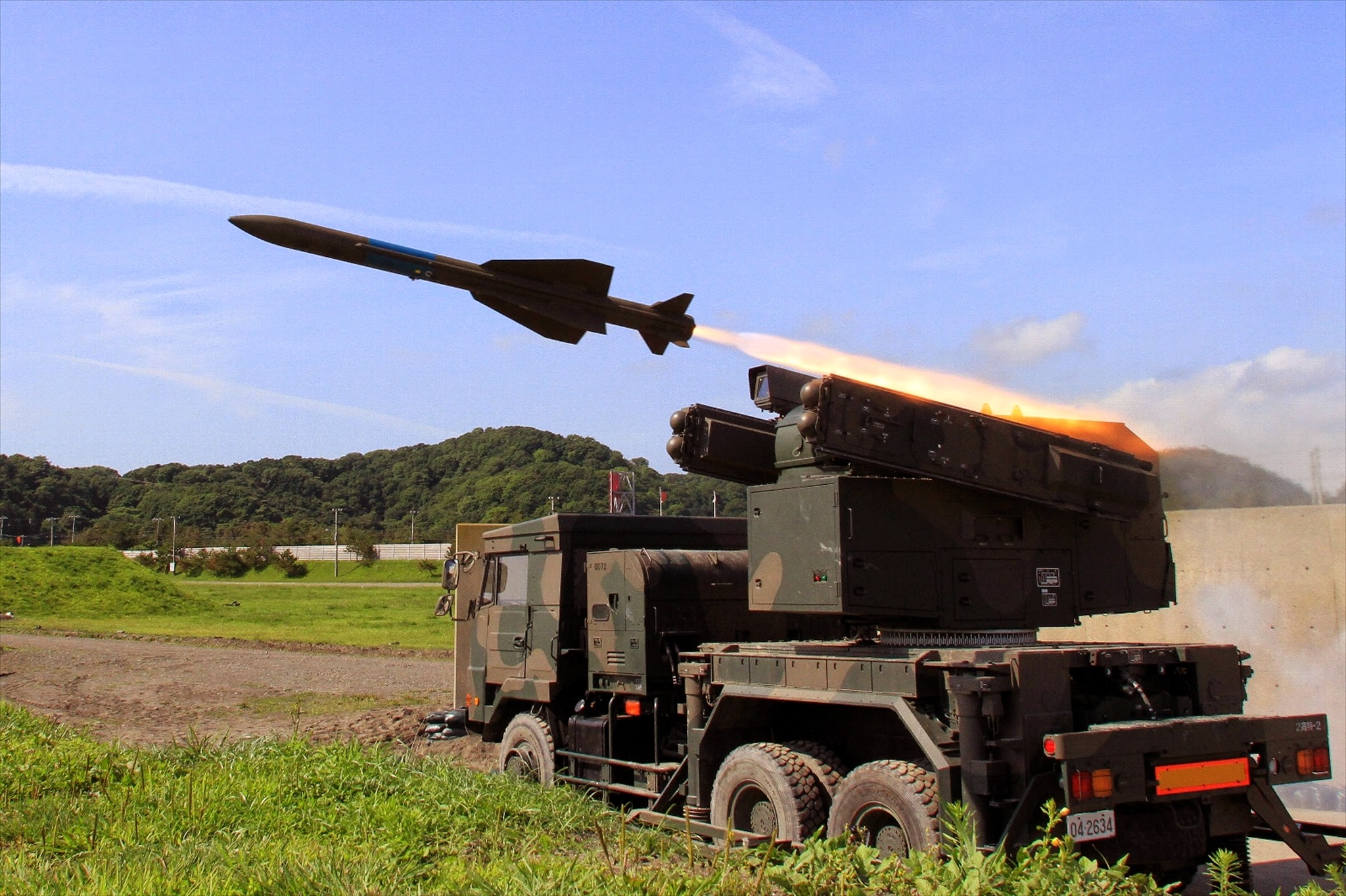
発射直後の81式短距離地対空誘導弾（第2高射特科大隊所属車両）

81式短距離地対空誘導弾（はちいちしきたんきょりちたいくうゆうどうだん）は、防衛庁技術研究本部と東芝が開発した、短距離防空用地対空ミサイルシステムである。
防衛省は略称をSAM-1、広報向け愛称を「ショートアロー」としており、部隊内では短SAM（たんさむ）とも通称される。

## 概要
ジャッキとステップを取り付けた73式大型トラックの後部に、レーダーと射撃管制装置を搭載した車両一台と、ランチャー方式の発射装置を搭載した車両二台で構成される。射撃管制装置にはフェーズドアレイレーダー（Xバンド）を採用し、発射後に空中におけるロックオン機能や、赤外線パッシブ・ホーミング方式を採用して、二つの目標に対する同時追跡と連続攻撃能力を有している。
発射装置は誘導弾4発を装填可能で、搭載車両のステップには予備弾を収納したコンテナを携帯できる。装填に際しては、ランチャーレール下部に置かれたコンテナ内から機力により弾体が持ち上げられ、ランチャーレールにセットされる。
発射装置に「目視照準具」を接続する事により、目視による照準も可能。安全対策として、設定時間を超えて飛翔した場合や、射撃管制装置からの指令で誘導弾を自爆させることができる。

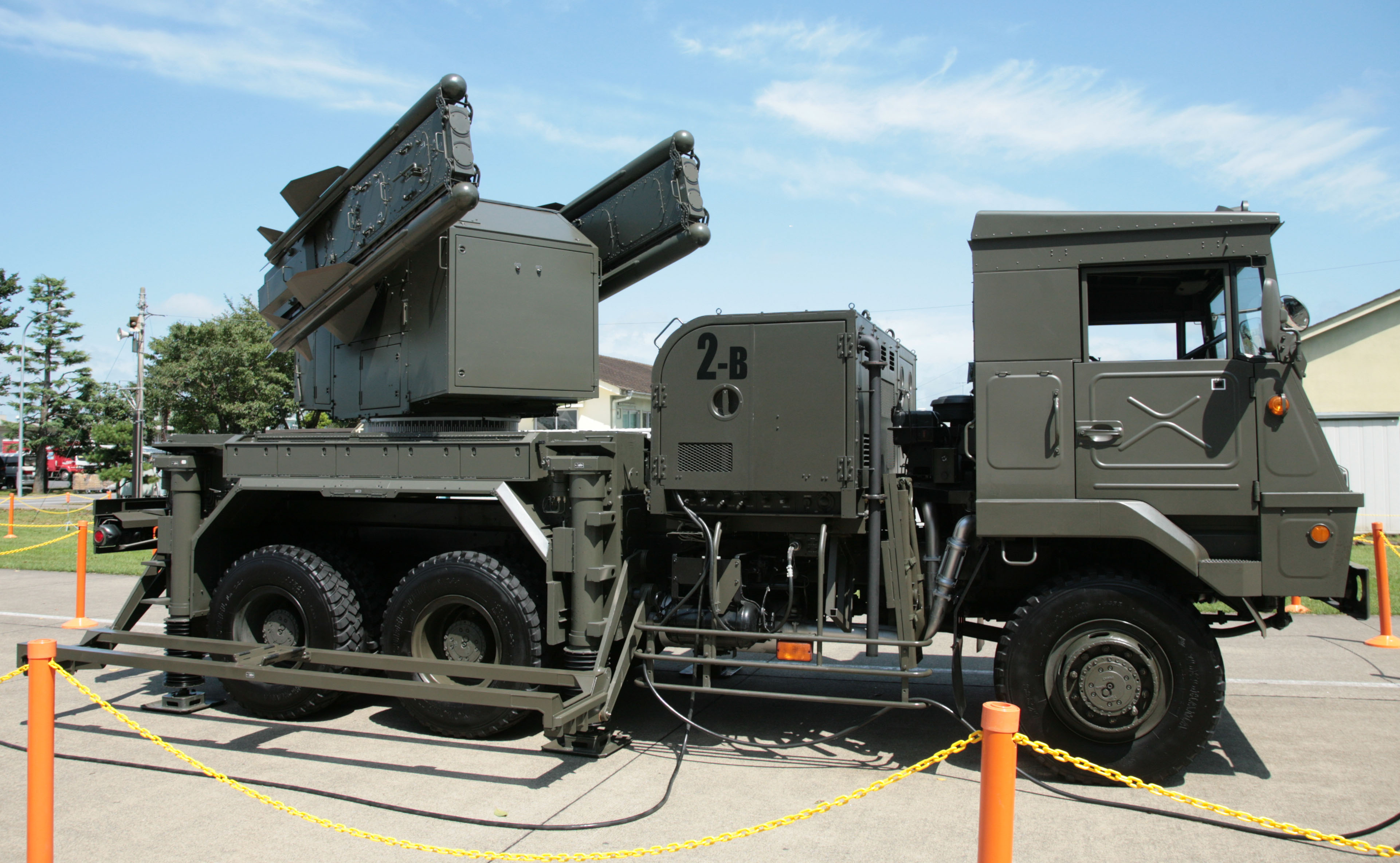
誘導弾搭載車両
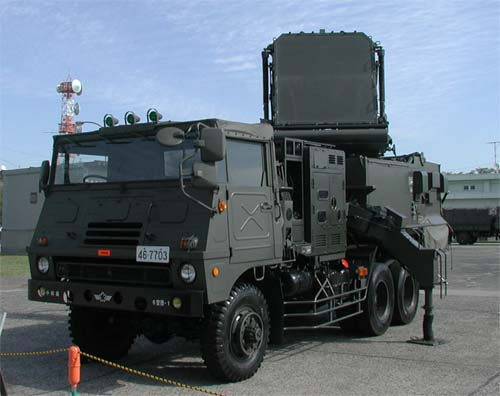
射撃統制装置搭載車両（航空自衛隊）
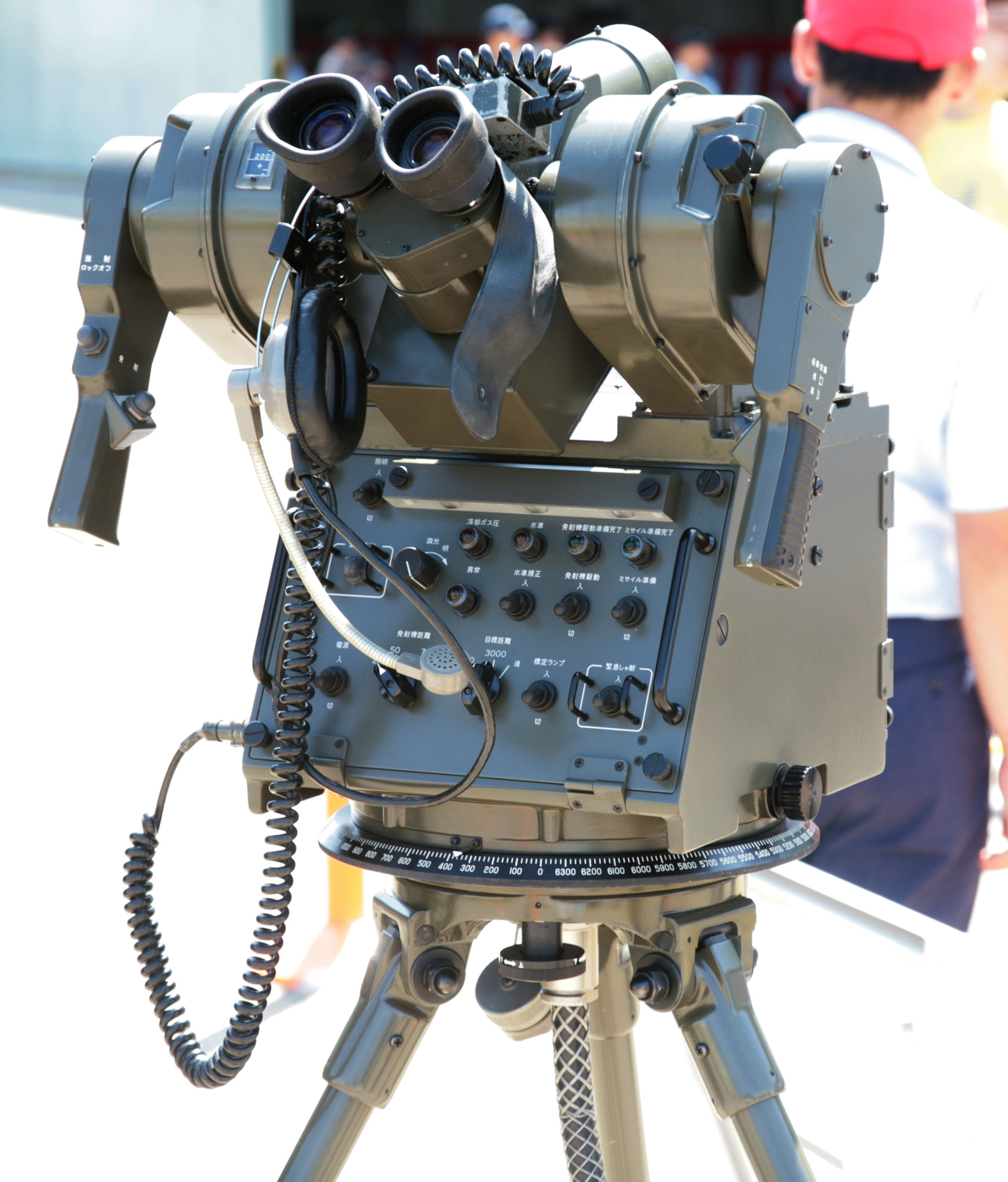
目視照準具（航空自衛隊）
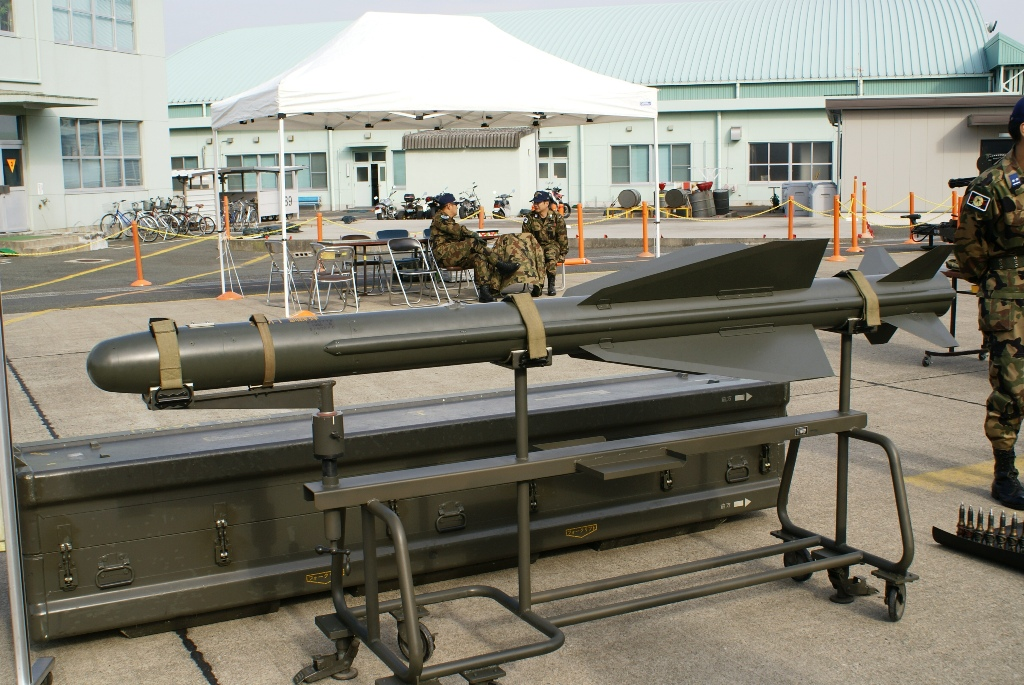
誘導弾本体（航空自衛隊）

## 開発・配備
1960年代の後半から開発が始まり、1981年（昭和56年）に制式化された。
1982年（昭和57年）から陸上自衛隊の各師団に、1983年（昭和58年）から航空自衛隊の基地防空用に、81式短距離地対空誘導弾(A)の配備が始まっている。1990年（平成2年）までに陸上自衛隊の全師団へA型の配備が完了した。
1992年（平成4年）からは海上自衛隊の基地防空用に81式短距離地対空誘導弾(B)の配備が行なわれ、こちらは2006年（平成18年）には退役した。なお、陸上自衛隊では2019年（令和元年）現在も運用されている。
現在、後述する改良型の81式短距離地対空誘導弾(C)（通称：短SAM改）は、陸上自衛隊のみで配備されており、航空自衛隊は短SAM改が対巡航ミサイル能力に劣っているとして導入していない。

## 配備部隊・機関
陸上自衛隊
- 陸上自衛隊高射学校
  - 高射教導隊 - 第1中隊
- 陸上自衛隊武器学校

- 北部方面隊
  - 第2師団 - 第2高射特科大隊
  - 第5旅団 - 第5高射特科中隊
  - 第7師団 - 第7高射特科連隊
  - 第11旅団 - 第11高射特科隊
- 東北方面隊
  - 第9師団 - 第9高射特科大隊
- 東部方面隊
  - 第1師団 - 第1高射特科大隊
  - 第12旅団 - 第12高射特科中隊
- 中部方面隊
  - 第3師団 - 第3高射特科大隊
  - 第10師団 - 第10高射特科大隊
  - 第13旅団 - 第13高射特科中隊
- 西部方面隊
  - 第4師団 - 第4高射特科大隊

航空自衛隊
- 航空教育集団
  - 航空自衛隊第1術科学校
- 航空総隊
  - 北部航空方面隊
    - 第2航空団 - 第2基地防空隊
    - 第3航空団 - 第3基地防空隊

  - 中部航空方面隊
    - 第6航空団 - 第6基地防空隊
    - 第7航空団 - 第7基地防空隊

### 過去の配備部隊
陸上自衛隊
- 東北方面隊
  - 第6師団 - 第6高射特科大隊
- 中部方面隊
  - 第14旅団 - 第14高射特科中隊（当時）
- 西部方面隊
  - 第8師団 - 第8高射特科大隊

海上自衛隊
- 大湊地方隊
  - 大湊警備隊
    - 大湊防空陸警隊（現・大湊陸警隊）

- 自衛艦隊
  - 航空集団
    - 第2航空群
      - 八戸航空基地隊
        - 八戸防空陸警隊（現・八戸航空警備隊）

## 改良型

### 81式短距離地対空誘導弾(C)

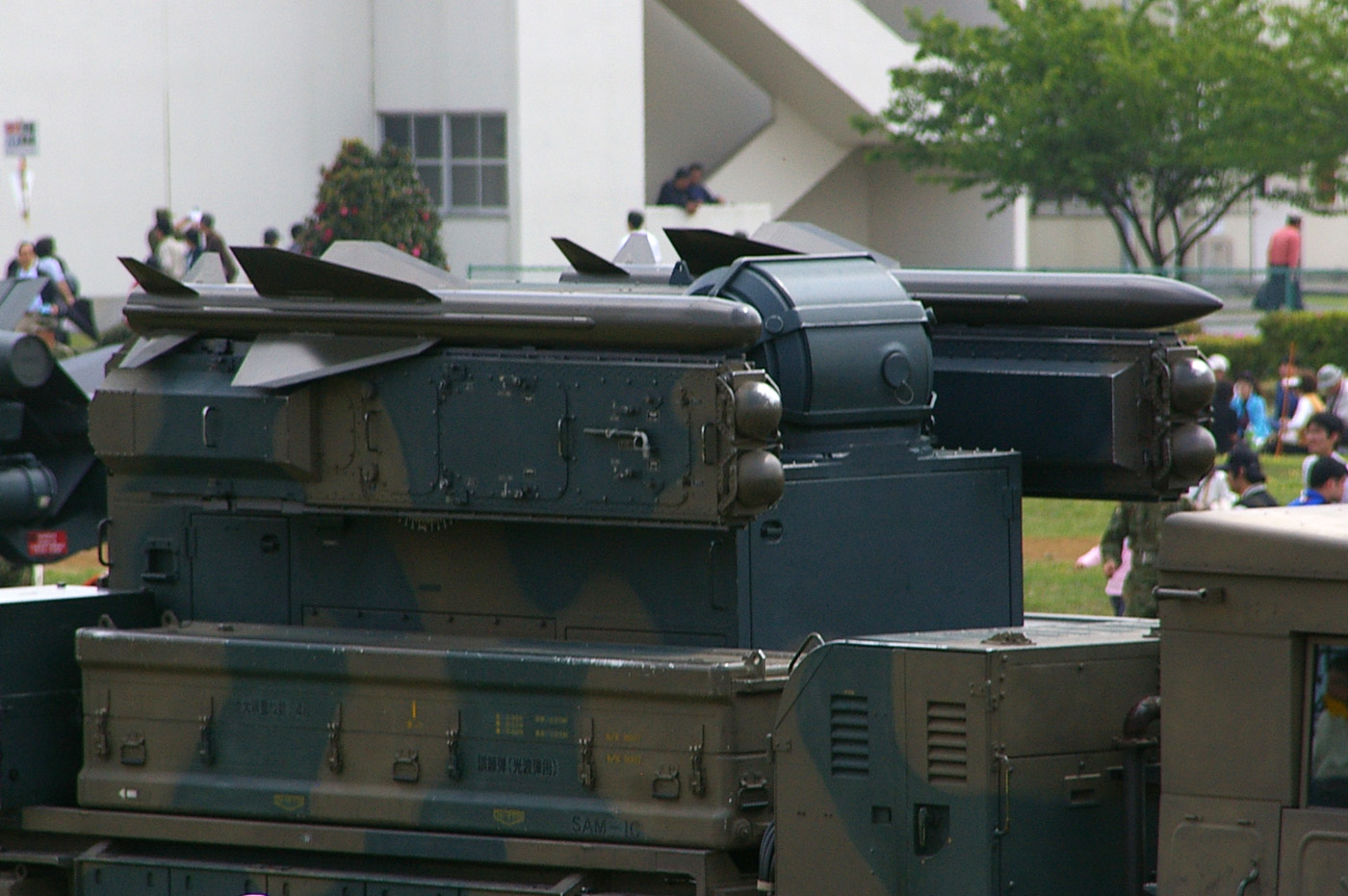
発射機に搭載された2発のC型弾頭。先端形状の違いに注意（左側が光波弾、右側が電波弾）

短SAMの実用化後、直ちに改良型の通称「短SAM改」の開発検討が開始されている。1989年（平成元年）からは試作が始まり、1995年（平成7年）に赤外線/可視光複合画像ホーミング方式の光波弾と、アクティブ電波ホーミング方式の電波弾の二種類が制式化された。電波妨害（ECM）下においては光波弾、電子光学妨害（EOCM）下においては電波弾を使用する。光波弾と電波弾では全長が異なり、電波弾の方が約15 cmほど長く、先端が尖った形状となっている。
短SAM改は光波FCSを搭載し対妨害性と全天候性が向上しているほか、固体ロケットモーターに末端水酸基ポリブタジエンを採用して無煙化と推進性能向上による被発見率の低下と射程の延長が図られている。また、FCSを通じ、目標のコース情報を把握し、ミサイル飛翔コース補正が行える。師団対空情報処理システム（DADS）との連接にも対応している。
射撃管制装置や発射機にも一部変更が加えられている。光波弾の終末誘導は赤外線/可視光画像誘導方式により行われ、近接信管はレーザー近接信管を採用。電波弾の終末誘導はフェイズドアレイ・パルスドップラー・シーカーによるアクティブ・レーダー誘導方式で、近接信管はパルスドップラーによるアクティブ・レーダー信管である。なお、先述したように短SAM改は航空自衛隊への導入はなされず、陸上自衛隊のみが運用している。

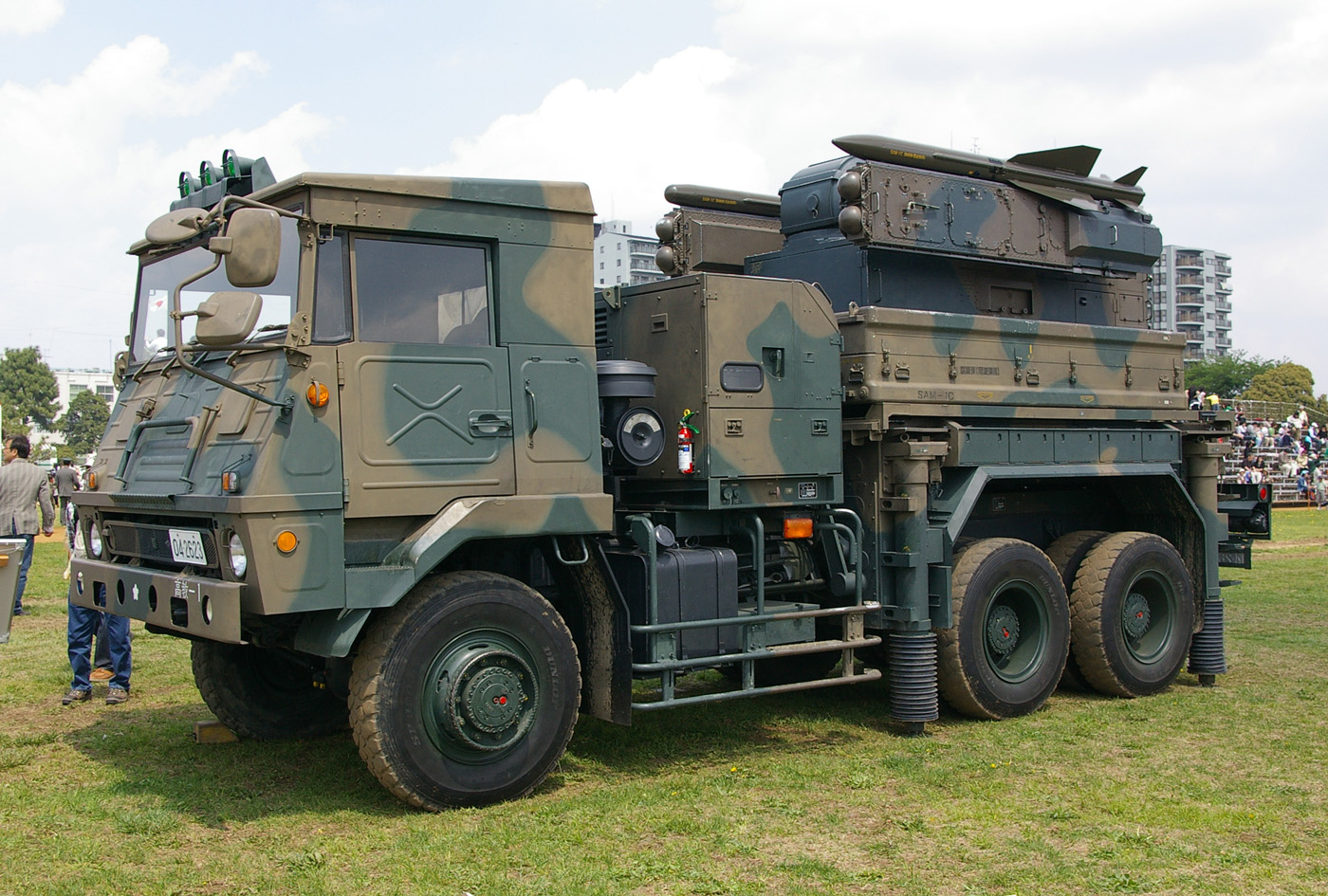
発射装置搭載車両（陸上自衛隊）
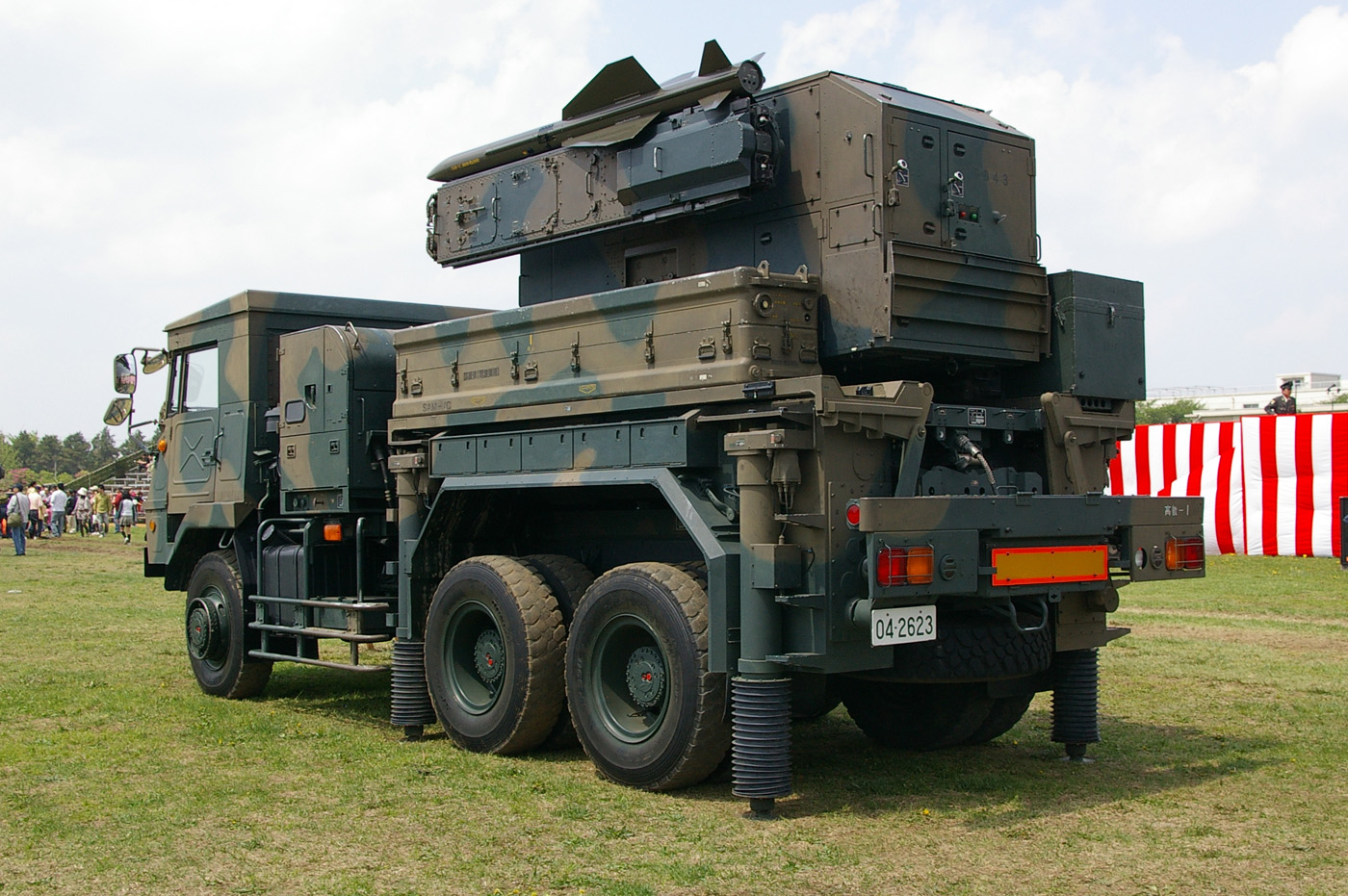
左後方より
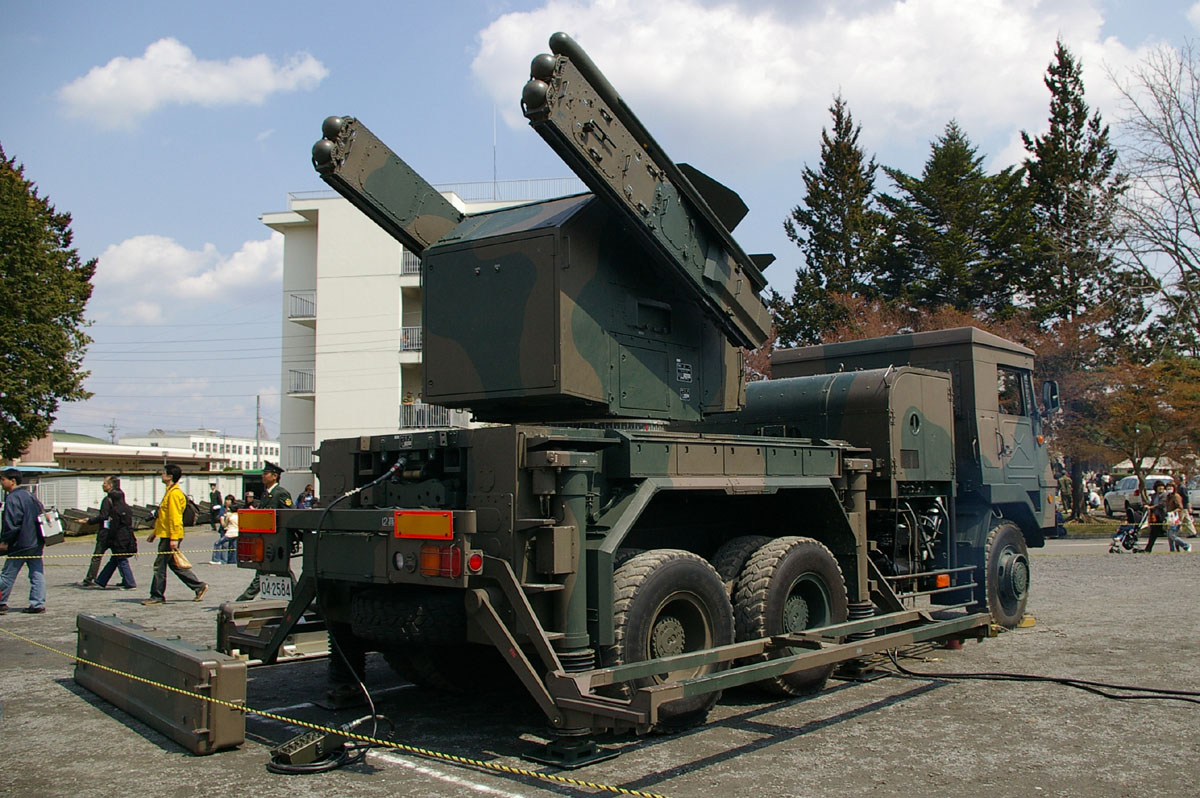
発射態勢
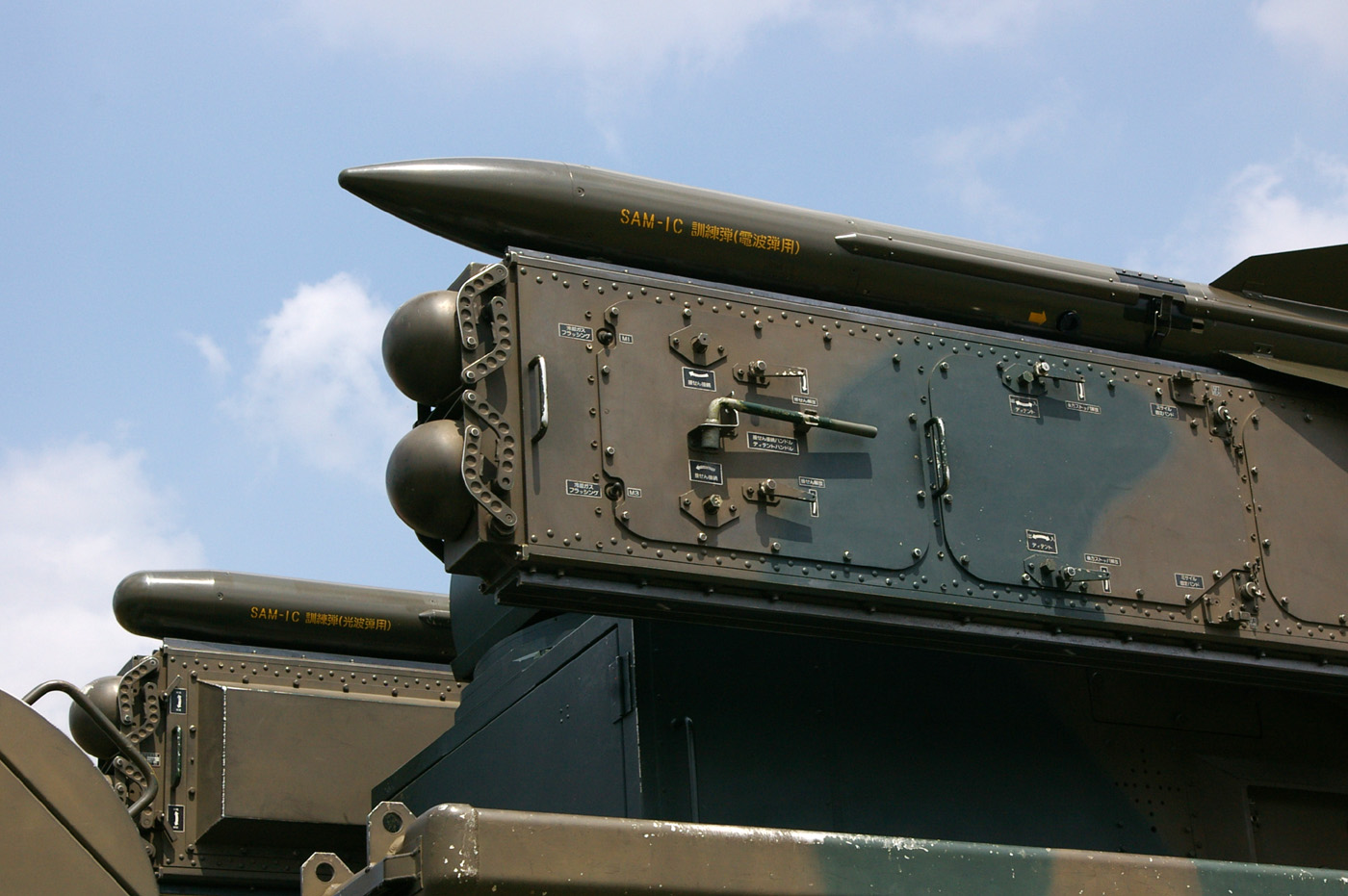
C型の弾頭と発射装置

## 後継機
81式の後継ミサイルは2005年（平成17年）度から2009年（平成21年）度に「短SAM(改II)」の名称で開発され、2011年（平成23年）に11式短距離地対空誘導弾として制式化された。11式では発射方式を81式のランチャー方式からキャニスター方式に変更して整備性・取扱性を改善している他、超音速もしくは小型の空対地ミサイルや巡航ミサイルへの対処能力が付与されている。
航空自衛隊も、11式とは発射装置の搭載車両など一部仕様の異なる基地防空用地対空誘導弾を制式化した。

## 性能
SAM-1
- 全長：約2.7 m
- 直径：0.16 m
- 翼幅：0.60 m
- 重量：約100 kg
- 弾頭重量：約9 kg
- 最大飛翔速度：マッハ2.4
- 最大有効射程：7,000 m[1]
- 最大有効射高：3,000 m

SAM-1C
- 全長：約2.71 m（光波弾） 約2.85 m（電波弾）
- 直径：約0.16 m
- 重量：約105 kg[3]
- 弾頭重量：約9 kg
- 最大飛翔速度：マッハ2.4
- 最大有効射程：約10,000 m
- 最大有効射高：約3,000 m
- ロケット・モーター燃焼時間：約5.5秒

## 登場作品

### 映画
『ガメラ 大怪獣空中決戦』
中盤でギャオスを追って駿河湾上空を飛行するガメラに対し、地上に展開した陸上自衛隊高射特科部隊が2発を発射。全弾命中してガメラを撃墜し、富士の裾野へ墜落させることに成功し、その後の陸空自衛隊によるガメラ攻撃に繋げる。
終盤では空に逃亡しても追尾可能なことから日比谷公園で眠っていたギャオスの攻撃にも使用されたが、第1波として発射された十数発は察知したギャオスが上空に逃走したため命中せず、第2波として発射された2発はギャオスを追尾するものの、接近音でその存在を探知したギャオスによって逆に誘導され、東京タワーの大展望台に着弾しこれを倒壊させた。
発射シーンには実射訓練の映像が使用された他、地上展開するシーンは下志津駐屯地で高射教導隊の車両を用いて撮影しており、予備弾搭載コンテナからランチャーへの弾体装填や、目視照準具の使用も描写されている。なお、飛翔する誘導弾はCG合成によるアニメーションとして描写された。
『ゴジラvsデストロイア』
ミニチュアのみ登場。東京臨海副都心で、デストロイア幼体の迎撃に参加する。

### アニメ・漫画
『ウルトラマン THE FIRST』
漫画版第2話でバルタン星人の迎撃に登場。
『岸和田博士の科学的愛情』
漫画版第27話にて牛野田マークIIの攻撃に登場。
『機動警察パトレイバー 2 the Movie』
東京都内に展開した治安出動部隊の1つとして、国会議事堂前のカットに映っている。
『終末トレインどこへいく?』
4話と5話に登場。異変によって異常に縮小されている上、非致死性の麻酔弾頭に換装されている。静留と玲実を無力化するのに使用された。
『最臭兵器』
原付バイクに乗って東京に向かう主人公に対し、何故か対地攻撃を行うシーンがある。

### 小説
『中国完全包囲作戦』（文庫名：『中国軍壊滅大作戦』）
03式中距離地対空誘導弾・91式携帯地対空誘導弾・93式近距離地対空誘導弾とともに、統一朝鮮空軍のF-15K、KF-16を迎撃する。
『超空の決戦』
タイムゲートを通じて第二次世界大戦時に派遣された自衛隊が、襲来する旧アメリカ軍機やソ連軍機の迎撃に使用する。

### ゲーム
『Wargame Red Dragon』
自衛隊デッキに「TAN-SAM SHORT ARROW」の名称で登場する。
『凱歌の号砲 エアランドフォース』
日本を占拠した自衛隊の車両として登場。プレイヤーも購入して使用できる。
『ジパング』
PS2版ゲームソフトに登場。
『大戦略シリーズ』
日本の対空ミサイル車両ユニットとして登場。短距離ながら間接攻撃が可能。
『War Thunder』
日本ツリーの対空ミサイルとしてBR11,7に追加された。
また、2025年の『Leviathans（リヴァイアサンズ）』のアップデートにて、（射撃統制装置兼）レーダー車両とミサイル発射車両のセットでBR12,0に追加された